# Hôtel Guymoneau
L’hôtel Guymoneau ou Guimoneau est un hôtel particulier situé à Riom, en France.

## Localisation
L'hôtel particulier est situé sur la commune de Riom, 12 rue de l'Horloge, dans le département du Puy-de-Dôme.

## Historique
En 1483, un incendie a détruit une grande partie des maisons de Riom.
L'hôtel a été construit vers 1530 sur une parcelle en lanière traversante.
La façade sur rue et la surélévation datent du XVIIIe siècle.
Des travaux entrepris en 1901, notamment la construction d'une aile dans la partie ouest de la parcelle, sont attribués à l'architecte moulinois R. Moreau. Des travaux ont été réalisés en 1989-1990.

## Protection
Le monument est inscrit au titre des monuments historiques le 20 juin 1925,.